# Joyce Roma
Joyce Roma (São Paulo, 7 de abril de 1978) é uma atriz brasileira. Estreou na TV em 1991, com Mundo da Lua série de Flávio de Souza e que fez muito sucesso na TV Cultura/SP. Vivia a personagem Gisela, de Los Angeles, prima do protagonista Lucas Silva e Silva, vivido por Luciano Amaral.
Depois, já adulta, Joyce volta à TV Cultura na série infanto juvenil X-Tudo apresentando um quadro de experiências.
Na sequência apresenta uma série adulta premiada: Arte & Matemática.
Volta à TV Cultura em 2005 vivendo a protagonista feminina da série Qual É, Bicho?. Camila, sua personagem, era uma estudante de biologia que fazia matérias sobre bichos no zoológico de São Paulo. Tinha ainda como seu avô nessa série o ator Renato Consorte, vivendo o “Lobato”.
Em 2007, apresentou  o Telecurso TEC da Rede Globo e Fundação Roberto Marinho.
De 2011 até 2014, voltou à TV Cultura para dar vida à personagem Filomena no Quintal da Cultura.
Desde 2017 está atuando na série Flash, o Aventureiro como a personagem Maria, no canal Zoomoo.

## Trabalhos na televisão
| Ano             | Título               | Personagem                  | Emissora   |
| --------------- | -------------------- | --------------------------- | ---------- |
| 1991-92         | Mundo da Lua         | Gisela Silva de Los Angeles | TV Cultura |
| 1997-02         | X-Tudo               | Ela mesma (Apresentadora)   | TV Cultura |
| 2002            | Arte & Matemática    | Ela mesma (Apresentadora)   | TV Cultura |
| 2005            | Qual É, Bicho?       | Camila                      | TV Cultura |
| 2007-11         | Telecurso TEC        | Ela mesma (Apresentadora)   | TV Cultura |
| 2011-14         | Quintal da Cultura   | Filomena                    | TV Cultura |
| 2017 — presente | Flash, o Aventureiro | Maria                       | Zoomoo     |

## Teatro
- QAP de Marcos Ferraz (TBC/SP/2001)
- Beijos, escolhas e bolhas de sabão de Jaime Celiberto (Centro Cultural/SP/2002)
- A Borboleta sem Asas de César Cavelagna e Marcos Ferraz (TBC/SP/2002)
- Na Cama com Tarantino de Marcos Ferraz (TBC/SP/2003)
- Revolução Urbana de Marcos Ferraz (Teatro Gazeta/SP/2004)
- Cocoricó, Uma Aventura no Teatro de Enéas Carlos Pereira, Edú Salemi e Fernando Gomes (Teatro Frei Caneca/SP/2008/2009)

## Curta-metragem
- Billy, a garota de Mário Bortolotto (Tv Cultura/SP/2004)
- Francisco e Clara o "musical"